# Goephanes albosticticus
Goephanes albosticticus là một loài bọ cánh cứng trong họ Cerambycidae.